# Vulcaniella pomposella
Vulcaniella pomposella ist ein Schmetterling (Nachtfalter) aus der Familie der Prachtfalter (Cosmopterigidae).

## Merkmale
Die Falter erreichen eine Flügelspannweite von 8 bis 10 Millimeter. Der Kopf glänzt dunkelbraun und glitzert golden. Die Fühler sind dunkelbraun und in den ersten drei Vierteln weiß geringelt. Im letzten Viertel befinden sich fünf weiße Segmente, die jeweils durch drei dunkelbraune Segmente getrennt sind. Der Thorax und die Tegulae glänzen dunkelbraun und glitzern golden. Beide sind jeweils am hinteren Ende mit silbrigen Schuppen gesäumt. Die Vorderflügel glänzen dunkelbraun und glitzern golden. Eine schräg nach außen verlaufende, erhabene, silbrige Binde befindet sich bei 1/6 der Vorderflügellänge und reicht bist über die Analfalte hinaus. Zur Flügelzeichnung zählen sechs erhabene silbrige Flecke. Zwei befinden sich an der Costalader. Der erste liegt vor der halben Flügellänge und der zweite bei 3/4 der Vorderflügellänge zusammen mit einem weißen Strich, der von der Costalader bis zu den Fransenschuppen reicht. Drei weitere Flecke befinden sich am Flügelinnenrand. Der erste liegt vor der Flügelmitte auf der Analfalte, der zweite am Flügelinnenrand zwischen den beiden Costalflecken. Der dritte befindet sich am Innenwinkel. Am Apex befindet sich ein weißer Fleck. Die Fransenschuppen sind dunkelbraun und um den Apex herum und an der Flügelbasis grau. Die Hinterflügel glänzen grau und sind am Apex mehr bräunlich. Das Abdomen ist dorsal dunkelgrau. Die Vorderflügel der Weibchen sind vor dem Apex deutlich eingeschnürt, das Abdomen ist ockerbraun.
Bei den Männchen ist das rechte Brachium nach innen gebogen und distal stark verjüngt. Der Apex ist leicht geweitet. Das linke Brachium ist in der Mitte verdickt und hat einen rundlichen Apex. Die Valven sind an der Basis breiter, die distale Hälfte ist gerade. Die rechte Valvella ist so lang wie die Valven. Sie ist an der Basis etwas breiter und hat eine rundliche Spitze. Der basale Teil ist ventral bauchig. Die linke Valvella ist kurz und verjüngt sich allmählich. Der Aedeagus ist gerade, der distale Teil verjüngt sich allmählich.
Bei den Weibchen verjüngt sich das 8. Segment allmählich. Das Sterigma hat eine halbrunde Antevaginalplatte. Die hintere Sklerotisierung des 7. Sternits ist halbkreisförmig und verjüngt sich seitlich. Der Ductus bursae ist etwas länger als das Corpus bursae. Das Corpus bursae ist leicht runzlig und mit zwei großen Signa versehen.

## Verbreitung
Vulcaniella pomposella ist in Mitteleuropa und im Norden bis Litauen verbreitet. Die Nachweise aus dem Mittelmeerraum und aus Osteuropa müssen überprüft werden, da es sich hier zumindest teilweise um Vulcaniella cognatella und Vulcaniella grandiferella handelt.

## Biologie
Die Raupen entwickeln sich an Sand-Strohblume (Helichrysum arenarium) und Kleinem Habichtskraut (Hieracium pilosella). Die Art wurde auch an Echtem Salbei beobachtet, dieser Nachweis bezieht sich aber vermutlich auf Vulcaniella cognatella. Bei den Exemplaren, die an Ungarn-Salbei (Salvia aethiopis) gezüchtet wurden, handelt es sich um Vulcaniella grandiferella. Vulcaniella pomposella bildet vermutlich zwei Generationen im Jahr. Die Raupen minieren in den Blättern und verstecken sich in Gespinstgängen an der Blattunterseite. Durch die Fraßtätigkeit entstehen an den Blättern blassgelbe Flecke. Die Raupen verpuppen sich in den Minen. Die Falter fliegen von Anfang Mai bis Anfang Juli.

## Systematik
Aus der Literatur ist das folgende Synonym bekannt:
- Elachista pomposella Zeller, 1839

## Belege
1. 1 2 3 4  J. C. Koster, S. Yu. Sinev: Momphidae, Batrachedridae, Stathmopodidae, Agonoxenidae, Cosmopterigidae, Chrysopeleiidae. In: P. Huemer, O. Karsholt, L. Lyneborg (Hrsg.): Microlepidoptera of Europe. 1. Auflage. Band 5. Apollo Books, Stenstrup 2003, ISBN 87-88757-66-8, S. 153 (englisch).
2. ↑  Karl Traugott Schütze: Die Biologie der Kleinschmetterlinge unter besonderer Berücksichtigung ihrer Nährpflanzen und Erscheinungszeiten. Handbuch der Microlepidopteren. Raupenkalender geordnet nach der Illustrierten deutschen Flora von H. Wagner. Frankfurt am Main, Verlag des Internationalen Entomologischen Vereins e. V., 1931, S. 196
3. ↑  Vulcaniella pomposella bei Fauna Europaea. Abgerufen am 28. Februar 2012